# 黒帯 KURO-OBI
『KURO-OBI』（くろおび）は、空手をテーマとした日本の映画で、監督は長崎俊一。2007年10月13日より公開された。

## ストーリー
昭和初期の激動の時代を舞台に、一子相伝の空手の継承の証“黒帯”をめぐる3人の男たちの闘いと成長、また武道の精神が描かれている。

## スタッフ
- 監督：長崎俊一
- 企画・武術監督：西冬彦
- 脚本：飯田譲治
- 音楽：佐藤直紀
- 撮影：金子正人
- 録音：弦巻裕
- 編集：阿部亙英
- アクションコーディネーター：野口彰宏
- 美術協力：中田商店
- MA：東京テレビセンター
- 現像：東京現像所
- スタジオ：東宝スタジオ、東宝ビルト
- プロデューサー：小川勝広
- 製作者：酒匂暢彦
- エグゼクティブプロデューサー：佐倉寛二郎
- 特別協力：日本空手協会、国際明武舘剛柔流空手道連盟(八木明達)、守礼堂
- 制作プロダクション：クロスメディア
- 製作：KURO-OBIパートナーズ（クロックワークス、クロスメディア、バンダイビジュアル、カフェグルーヴ、原宿サン・アド、ヘキサゴン・ピクチャーズ、KICCORIT）
- 配給：クロックワークス

## キャスト
- 義龍：八木明人
- 大観：中達也
- 長英：鈴木ゆうじ
- 郷田英久：大和田伸也
- 大文字太朗：小宮孝泰
- 畑田花：近野成美
- 千代：吉野公佳
- 谷原貴一：白竜
- 柴原英賢：夏木陽介
- 諏訪太朗、深澤嵐、阿南健治、須藤雅宏、小須田康人、鈴木信二、東海林愛美、清家利一、横山一敏 ほか
- ナレーター：内藤剛志